# Brantas

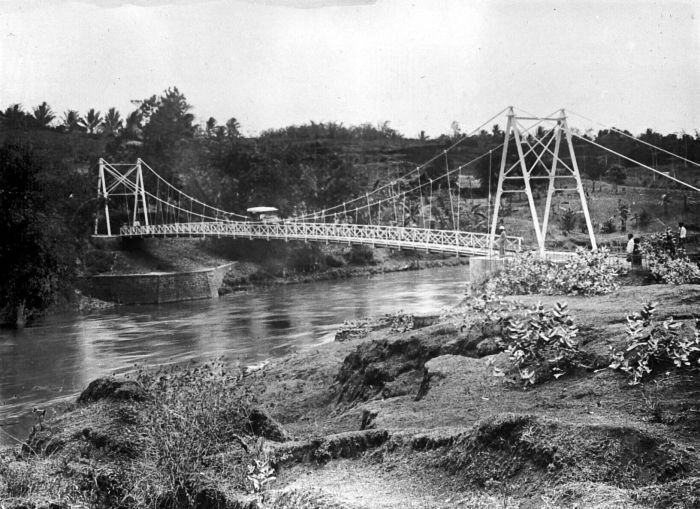
Pont sur le Brantas dans les années 1920

Le Brantas est le plus long fleuve de la province indonésienne de Java oriental. 

## Géographie
Son bassin a une superficie de quelque 11 000 km2, couvrant le versant sud du massif du Kawi-Kelud-Butak, du mont Wilis et le versant nord des monts Limas, Welirang et Anjasmoro.